# Cratere Jiji
Jiji è un cratere sulla superficie di Marte.